# Sébastien Pocognoli
Sébastien Pocognoli (Luik, 1 augustus 1987) is een Belgisch voetbaltrainer en voormalig profvoetballer die meestal speelde als linksback. In België speelde hij bij KRC Genk, Union Sint-Gillis en Standard Luik, waarmee hij tweemaal de Beker van België won. Daarnaast speelde hij in Duitsland bij Hannover 96, in Engeland bij West Bromwich en Brighton & Hove en in Nederland bij AZ, waarmee hij in 2009 landskampioen werd. Na zijn spelerscarrière werd hij trainer van verscheidene beloftenteams en sinds juli 2024 hoofdtrainer van Union Sint-Gillis, waarmee hij in 2025 landskampioen werd. Pocognoli debuteerde in 2008 in het Belgisch voetbalelftal en nam dat jaar met de Belgische beloften deel aan de Olympische Zomerspelen in Peking.

## Clubcarrière

### Jeugd
Pocognoli speelde in de jeugd van RFC Seraing, maar toen dat failliet ging verhuisden alle spelers automatisch naar Standard Luik. Daar speelde hij samen met onder andere Jonathan Legear, Kevin Mirallas en Jordan Remacle. In 2002, op zijn vijftiende, stapte hij over naar de jeugdopleiding van KRC Genk. "Standard had uitstekende trainers en jeugdploegen, maar in de A-ploeg raken was er als jong talent een onmogelijke opdracht", zei Pocognoli later over zijn overstap.

### KRC Genk
Pocognoli stroomde in 2004 door naar de hoofdselectie van KRC Genk. Op 9 april 2004 maakte hij zijn officiële debuut voor de club: in de competitiewedstrijd tegen KAA Gent mocht hij van interim-trainer Ronny Van Geneugden, die Pocognoli kende van bij de jeugd, in de 66e minuut invallen voor Marco Ingrao. Onder trainer René Vandereycken verdween hij in het seizoen 2004/05 uit beeld, maar onder diens opvolger Hugo Broos werd hij een vaste waarde. Tijdens het seizoen 2006/07, waarin Genk lang meestreed voor de titel en uiteindelijk tweede eindigde, brak Pocognoli helemaal door. Het leverde hem in oktober 2006 een contractverlenging tot medio 2011 op.

### AZ
Pocognoli ondertekende op 22 juni 2007 een vijfjarig contract bij AZ, dat ongeveer 2,75 miljoen euro voor hem betaalde. Op het afscheidsfeest van Poco bij Genk verklaarde hij dat hij graag terugkwam om zijn carrière af te sluiten bij KRC. Bij AZ werd hij ook een vaste waarde en won hij zijn eerste prijzen: de titel in 2009 en de Johan Cruijff Schaal 2009. Pocognoli deelde in die periode de kleedkamer met drie landgenoten: Mousa Dembélé, Maarten Martens en Gill Swerts.

### Standard Luik
In januari 2010 ondertekende Pocognoli een contract voor viereneenhalf jaar bij Standard Luik. De transferprijs werd geschat op 2,2 miljoen euro. Op 7 februari 2010 debuteerde hij in een competitiewedstrijd tegen zijn ex-club KRC Genk. Een week later hielp hij zijn club met een doelpunt in de slotfase aan een 1-0-zege tegen KVC Westerlo.
In het seizoen 2010/11 was Pocognoli een vaste waarde bij Standard, dat zich nipt plaatste voor Play-off 1 maar uiteindelijk na een legendarische inhaalrace tot de laatste speeldag meeknokte voor de landstitel. Op de voorlaatste speeldag van Play-off 1 blesseerde Pocognoli zich na een contact met Romelu Lukaku. De verdediger raakte fit voor de titelwedstrijd tegen Genk, maar niet voor de bekerfinale tegen Westerlo vier dagen later.

### Hannover 96
Op 22 januari 2013 verkocht Standard Pocognoli voor 2 miljoen euro aan Hannover 96. In het seizoen 2011/12 had Pocognoli met Standard viermaal tegen Hannover gespeeld in de Europa League: eerst tweemaal in de groepsfase, vervolgens tweemaal in de achtste finale. Een half jaar eerder had Hannover ook al de Braziliaanse verdediger Felipe gekocht van Standard.
Vier dagen na zijn transfer debuteerde hij in de Bundesliga tegen VfL Wolfsburg. Hij werd die wedstrijd na 34 minuten van het veld gestuurd na een kungfu-trap aan het adres van Fagner. Het leverde hem meteen een schorsing van drie speeldagen op. Pocognoli eindigde met Hannover twee keer in de middenmoot van de Bundesliga: eerst negende, dan tiende.

### Engeland
Pocognoli ondertekende in juli 2014 een driejarig contract bij West Bromwich Albion. In het seizoen 2016/17 speelde hij op huurbasis bij Brighton & Hove Albion, waarmee hij naar de Premier League promoveerde.

### Standard Luik (II)
Standard haalde Pocognoli in juni 2017 vierenhalf jaar na zijn vertrek terug naar Luik. Tijdens de voorbereiding op het seizoen 2017/18 droegen verschillende Standard-spelers de aanvoerdersband, maar uiteindelijk werd Pocognoli door hoofdtrainer Ricardo Sá Pinto aangesteld tot aanvoerder. In zijn eerste seizoen kwam Pocognoli nog tot redelijk wat speeltijd, maar aanhoudende heupklachten zorgden ervoor dat hij in het seizoen 2019/20 slechts twaalf officiële wedstrijden speelde over alle competities heen.
In september 2019 verdween Pocognoli even naar de C-kern van Standard. Daar werd hij snel weer uit opgevist, maar toch speelde hij dat seizoen geen minuut voor Standard. Begin januari 2020 werd het contract van Pocognoli in onderling overleg ontbonden.

### Union Sint-Gillis
Een kleine week na zijn vertrek bij Standard ondertekende Pocognoli een contract van anderhalf jaar bij Union Sint-Gillis. Eerder was ook Lommel SK – waar oude bekende Ronny Van Geneugden technisch directeur is – genoemd als optie. Na vier wedstrijden in de Proximus League liep Pocognoli een zware knieblessure op, die hem tijdens quasi het volledige kampioenenseizoen 2020/21 aan de kant hield. Pas op 11 april 2021, toen Union al kampioen was, kon de verdediger zijn comeback maken: op het veld van Lommel SK viel hij in de blessuretijd in voor Deniz Undav. Op 22 april 2021 maakte Pocognoli zijn afscheid als profvoetballer bekend. Op de slotspeeldag van de competitie kreeg Pocognoli in zijn afscheidswedstrijd tegen KMSK Deinze de aanvoerdersband om de arm. Enkele dagen later maakte Union bekend dat Pocognoli aan boord bleef als trainer van de U21.

## Clubstatistieken
| Seizoen | Club                     | Land               | Competitie         | Competitie | Competitie | Beker | Beker | Internationaal | Internationaal | Totaal | Totaal |
| Seizoen | Club                     | Land               | Competitie         | Wed.       | Dlp.       | Wed.  | Dlp.  | Wed.           | Dlp.           | Wed.   | Dlp.   |
| ------- | ------------------------ | ------------------ | ------------------ | ---------- | ---------- | ----- | ----- | -------------- | -------------- | ------ | ------ |
| 2003/04 | KRC Genk                 | Vlag van België    | Jupiler Pro League | 1          | 0          | 0     | 0     | —              | —              | 1      | 0      |
| 2004/05 | KRC Genk                 | Vlag van België    | Jupiler Pro League | 0          | 0          | 0     | 0     | 0              | 0              | 0      | 0      |
| 2005/06 | KRC Genk                 | Vlag van België    | Jupiler Pro League | 15         | 1          | 0     | 0     | 0              | 0              | 15     | 1      |
| 2006/07 | KRC Genk                 | Vlag van België    | Jupiler Pro League | 30         | 0          | 4     | 0     | —              | —              | 34     | 0      |
| 2007/08 | AZ Alkmaar               | Vlag van Nederland | Eredivisie         | 28         | 2          | 0     | 0     | 5              | 1              | 33     | 3      |
| 2008/09 | AZ Alkmaar               | Vlag van Nederland | Eredivisie         | 25         | 2          | 2     | 1     | —              | —              | 27     | 3      |
| 2009/10 | AZ Alkmaar               | Vlag van Nederland | Eredivisie         | 11         | 1          | 4     | 0     | 5              | 0              | 20     | 1      |
| 2009/10 | Standard Luik            | Vlag van België    | Jupiler Pro League | 10         | 1          | 0     | 0     | 6              | 0              | 16     | 1      |
| 2010/11 | Standard Luik            | Vlag van België    | Jupiler Pro League | 34         | 1          | 6     | 0     | —              | —              | 40     | 1      |
| 2011/12 | Standard Luik            | Vlag van België    | Jupiler Pro League | 32         | 0          | 5     | 0     | 14             | 0              | 51     | 0      |
| 2012/13 | Standard Luik            | Vlag van België    | Jupiler Pro League | 9          | 0          | 1     | 0     | —              | —              | 10     | 0      |
| 2012/13 | Hannover 96              | Vlag van Duitsland | Bundesliga         | 11         | 0          | 0     | 0     | 2              | 0              | 13     | 0      |
| 2013/14 | Hannover 96              | Vlag van Duitsland | Bundesliga         | 19         | 0          | 1     | 0     | —              | —              | 20     | 0      |
| 2014/15 | West Bromwich Albion     | Vlag van Engeland  | Premier League     | 15         | 0          | 1     | 0     | —              | —              | 16     | 0      |
| 2015/16 | West Bromwich Albion     | Vlag van Engeland  | Premier League     | 1          | 0          | 4     | 0     | —              | —              | 5      | 0      |
| 2016/17 | → Brighton & Hove Albion | Vlag van Engeland  | Championship       | 20         | 1          | 2     | 0     | —              | —              | 22     | 1      |
| 2017/18 | Standard Luik            | Vlag van België    | Jupiler Pro League | 24         | 2          | 3     | 0     | —              | —              | 27     | 2      |
| 2018/19 | Standard Luik            | Vlag van België    | Jupiler Pro League | 8          | 0          | 1     | 0     | 3              | 0              | 12     | 0      |
| 2019/20 | Standard Luik            | Vlag van België    | Jupiler Pro League | 0          | 0          | 0     | 0     | 0              | 0              | 0      | 0      |
| 2019/20 | Union Sint-Gillis        | Vlag van België    | Proximus League    | 4          | 0          | 0     | 0     | —              | —              | 4      | 0      |
| 2020/21 | Union Sint-Gillis        | Vlag van België    | Proximus League    | 3          | 0          | 0     | 0     | —              | —              | 3      | 0      |
| Totaal  | Totaal                   | Totaal             | Totaal             | 300        | 11         | 34    | 1     | 35             | 1              | 369    | 13     |

## Interlandcarrière

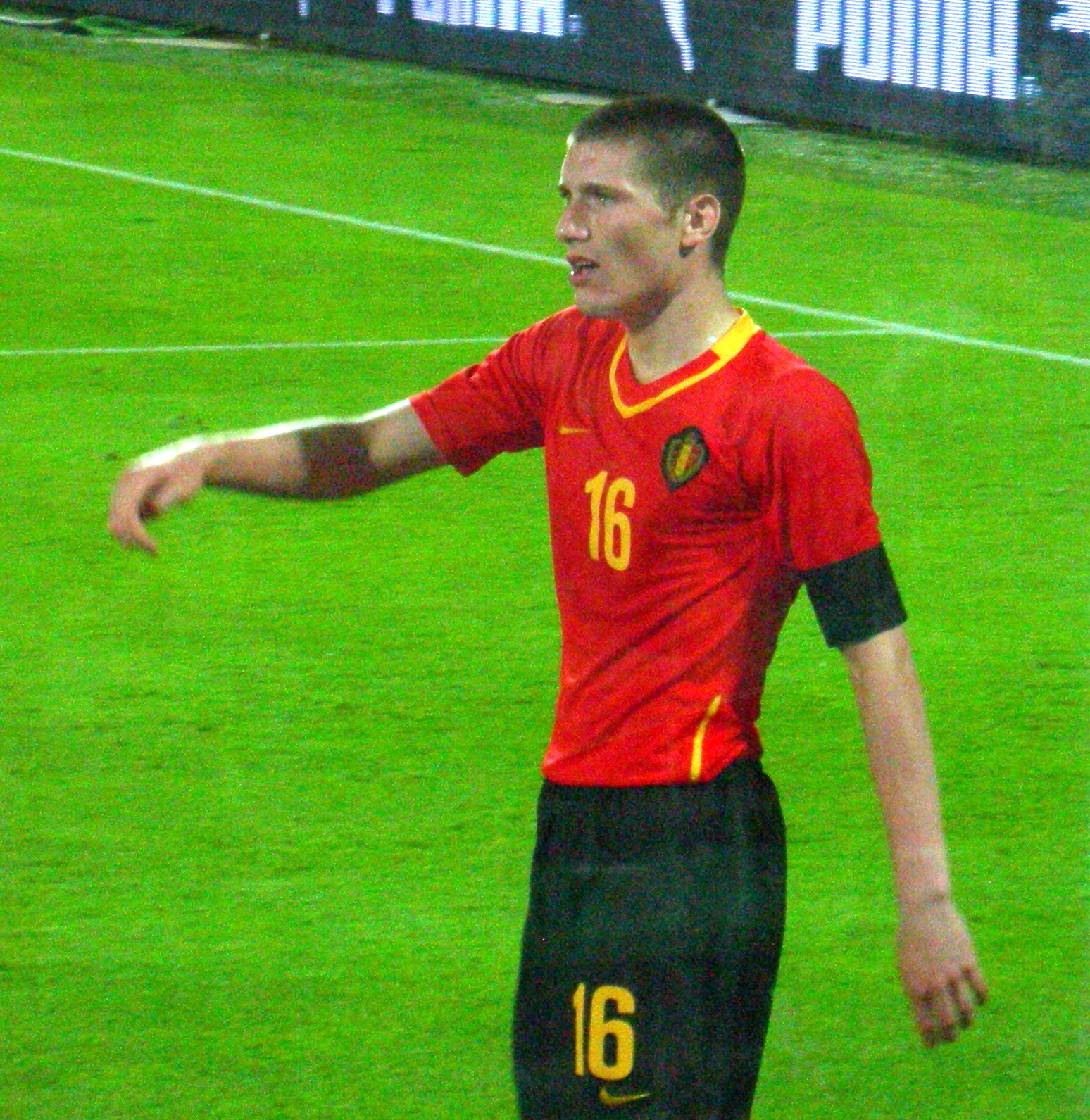
Pocognoli bij de Belgische nationale ploeg in 2008

In juni 2007 maakte Pocognoli deel uit van het Belgische U21-team op het EK in Nederland. Hij scoorde in de groepsfase de gelijkmaker tegen Nederland (2-2). Doordat België gelijkspeelde, plaatste het zich voor de halve finale van het EK en de Olympische Zomerspelen te Peking in 2008. België eindigde in China vierde nadat het de halve finale verloor van Nigeria en de finale voor de derde plaats van Brazilië. Pocognoli speelde op de Olympische Spelen elke wedstrijd mee.
Op 24 mei 2008 werd Pocognoli voor het eerst opgeroepen voor het Belgisch voetbalelftal, voor een oefeninterland tegen Italië. Op 30 mei 2008 liet uitgerekend René Vandereycken hem debuteren tegen La Squadra Azzurra. Zes jaar later stond hij op de reservelijst voor het WK 2014 in Brazilië, maar bondscoach Marc Wilmots deed uiteindelijk geen beroep op hem.
| Interlands van Sébastien Pocognoli voor België | Interlands van Sébastien Pocognoli voor België | Interlands van Sébastien Pocognoli voor België | Interlands van Sébastien Pocognoli voor België | Interlands van Sébastien Pocognoli voor België | Interlands van Sébastien Pocognoli voor België |
| №                                              | Datum                                          | Wedstrijd                                      | Uitslag                                        | Soort wedstrijd                                | Doelpunten                                     |
| Als speler bij AZ Alkmaar                      | Als speler bij AZ Alkmaar                      | Als speler bij AZ Alkmaar                      | Als speler bij AZ Alkmaar                      | Als speler bij AZ Alkmaar                      | Als speler bij AZ Alkmaar                      |
| ---------------------------------------------- | ---------------------------------------------- | ---------------------------------------------- | ---------------------------------------------- | ---------------------------------------------- | ---------------------------------------------- |
| 1.                                             | 30 mei 2008                                    | Italië – België                                | 3 - 1                                          | Vriendschappelijk                              | -                                              |
| 2.                                             | 28 maart 2009                                  | België - Bosnië en Herzegovina                 | 2 - 4                                          | Kwalificatie WK 2010                           | -                                              |
| 3.                                             | 29 mei 2009                                    | Chili - België                                 | 1 - 1                                          | Vriendschappelijk                              | -                                              |
| 4.                                             | 31 mei 2009                                    | Japan - België                                 | 4 - 0                                          | Vriendschappelijk                              | -                                              |
| Als speler bij Standard Luik                   |                                                |                                                |                                                |                                                |                                                |
| 5.                                             | 11 augustus 2010                               | Finland - België                               | 1 - 0                                          | Vriendschappelijk                              | -                                              |
| 6.                                             | 17 november 2010                               | Rusland - België                               | 0 - 2                                          | Vriendschappelijk                              | -                                              |
| 7.                                             | 10 augustus 2011                               | Slovenië - België                              | 0 - 0                                          | Vriendschappelijk                              | -                                              |
| Als speler bij Hannover 96                     |                                                |                                                |                                                |                                                |                                                |
| 8.                                             | 30 mei 2013                                    | Verenigde Staten - België                      | 2 - 4                                          | Vriendschappelijk                              | -                                              |
| 9.                                             | 14 augustus 2013                               | België - Frankrijk                             | 0 - 0                                          | Vriendschappelijk                              | -                                              |
| 10.                                            | 6 september 2013                               | Schotland - België                             | 0 - 2                                          | Kwalificatie WK 2014                           | -                                              |
| 11.                                            | 15 oktober 2013                                | België - Wales                                 | 1 - 1                                          | kwalificatie WK 2014                           | -                                              |
| Als speler bij West Bromwich Albion            |                                                |                                                |                                                |                                                |                                                |
| 12.                                            | 5 maart 2014                                   | België - Ivoorkust                             | 2 - 2                                          | Vriendschappelijk                              | -                                              |
| 13.                                            | 10 oktober 2014                                | België - Andorra                               | 6 - 0                                          | Kwalificatie EK 2016                           | -                                              |
| Totaal                                         | Totaal                                         | Totaal                                         | Totaal                                         | Totaal                                         | 0                                              |

Bijgewerkt t/m 10 oktober 2014

## Trainerscarrière
Na zijn spelerscarrière ging Pocognoli onmiddellijk aan de slag als belofentrainer van Union Sint-Gillis. Na een seizoen stapte Pocognoli, die inmiddels zijn trainersdiploma had behaald, over naar zijn ex-club KRC Genk, waar hij als trainer van de U18 aan de slag ging. In augustus 2023 werd hij bondscoach van de U18 bij de Rode Duivels. Begin juli 2024 tekende hij een contract voor twee jaar als hoofdtrainer bij Union Sint-Gillis. Als jongste na-oorlogse trainer loodste hij Union Sint-Gillis naar de Belgische Pro Legue landstitel in het seizoen 2024-2025.

## Erelijst

### als speler
| Competitie           |        |                  |    |    |
| Competitie           | Aantal | Jaren            |    |    |
| AZ                   | AZ     | AZ               | AZ | AZ |
| -------------------- | ------ | ---------------- | -- | -- |
| Kampioen Eredivisie  | 1x     | 2008/09          |    |    |
| Johan Cruijff Schaal | 1x     | 2009             |    |    |
| Standard Luik        |        |                  |    |    |
| Beker van België     | 2x     | 2010/11, 2017/18 |    |    |

### als trainer
| Belgische Supercup | 1x | 2024    |
| Belgisch kampioen  | 1× | 2024/25 |